# Cassina de’ Pecchi
Cassina de’ Pecchi ist eine Gemeinde mit 13.909 Einwohnern (Stand 31. Dezember 2023) in der Metropolitanstadt Mailand, Region Lombardei.

## Geografie
Zu den Ortsteilen gehören Camporicco und Sant’Agata Martesana.
Die Nachbarorte von Cassina de’ Pecchi sind Gorgonzola, Bussero, Cernusco sul Naviglio, Melzo und Vignate.

## Bevölkerungsentwicklung
Cassina de’ Pecchi zählt 4805 Privathaushalte. Zwischen 1991 und 2001 fiel die Einwohnerzahl von 12.881 auf 12.326. Dies entspricht einer prozentualen Abnahme von 4,3 %.